# Paradoxe du singe savant
Ne doit pas être confondu avec Théorème du singe.

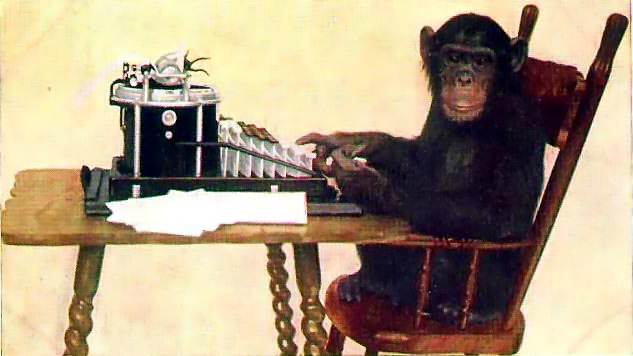
Avec suffisamment de temps, un chimpanzé comme celui-ci, qui tape au hasard sur le clavier d’une machine à écrire, pourra presque sûrement produire un exemplaire d’une pièce de théâtre de Shakespeare.

Le paradoxe du singe savant est un théorème selon lequel un singe qui tape indéfiniment et au hasard sur le clavier d’une machine à écrire pourra presque sûrement écrire un texte donné. Dans ce contexte, « presque sûrement » est une expression mathématique ayant un sens précis, et le singe n'est pas vraiment un singe mais une métaphore pour un mécanisme abstrait qui produit une séquence aléatoire de lettres à l'infini. Le théorème illustre les dangers de raisonner sur l'infini en imaginant un très grand nombre, mais fini, et vice versa. La probabilité qu'un singe tape avec exactitude un ouvrage complet comme Hamlet de Shakespeare est si faible que la chance que cela se produise au cours d'une période de temps de l'ordre de l'âge de l'univers est minuscule, bien que non nulle.
Il faut cependant remarquer qu'il serait impossible de reconnaître entre tous les textes frappés lequel serait Hamlet sans connaître au préalable à la lettre près le texte de Hamlet, ce qui enlèverait tout intérêt au procédé.

## Analyse succincte
On pourrait voir dans cette métaphore davantage une lapalissade qu'un paradoxe : si toutes les séquences peuvent être créées, cela signifie en effet... qu'aucune ne peut être exclue, et donc pas davantage Hamlet qu'une autre. Cependant, le résultat en question est plus précis, car on pourrait penser que la probabilité pour qu'une séquence donnée ayant du sens apparaisse est nulle ou du moins extrêmement faible ; or, au contraire, il est presque sûr que toute séquence finie finira par apparaître. Ce qui fait réellement sens, et ne heurte pas davantage le « bon sens », est que les séquences ayant du sens pour un observateur donné (parlant une ou plusieurs langues données, et doté d'une culture lui permettant de reconnaître des citations classiques) sont beaucoup plus rares que les autres.
On trouve des traces de ce genre de déclaration dans les œuvres d'Aristote, de Pascal, de Diderot, de Rousseau et de Swift, jusqu'à son évolution vers la version avec un dactylographe. Ce résultat fut initialement présenté par Émile Borel en 1909 dans son livre de probabilités.
Il est à noter que la conformité d'un texte frappé à un autre texte donné (ici, Hamlet) ne peut être établie qu'en possédant ce second texte. Le processus est donc bien entendu inutilisable en matière de création littéraire (ou encore de prédiction d'événements) ; c'est le thème traité par Jorge Luis Borges dans sa nouvelle La Bibliothèque de Babel.

## Variante
Des variantes de ce théorème incluent plusieurs, voire un nombre infini, de dactylographes et le texte à écrire passe d'une seule phrase à tous les livres d'une bibliothèque. En France on parle de tous les livres de la Bibliothèque nationale de France, en anglais de l'œuvre complète de William Shakespeare.
D'après une formulation populaire du théorème, une infinité de singes dactylographiant pendant une durée infinie produiront un texte donné. Insister sur les deux infinis est cependant excessif. Un seul singe immortel qui tape indéfiniment dactylographiera presque sûrement n'importe quel texte fini, et même une infinité de fois.

## Démonstration
Commençons par préciser ce que l'on entend par « événements indépendants » (ici, les touches choisies successivement par le singe, qui sont censées être choisies « indépendamment » les unes des autres, c’est-à-dire que le choix de la lettre suivante ne dépend pas des lettres précédentes ; c'est le cas par exemple si le singe a une mémoire de « poisson rouge »). Deux événements sont dits indépendants si la probabilité pour que tous deux se produisent est égale au produit des probabilités pour que chaque événement se produise. Par exemple, si la probabilité pour qu’il pleuve sur Sydney un jour particulier est 0,3 et la probabilité pour qu’il y ait un tremblement de terre à San Francisco un jour particulier est 0,8, alors la probabilité pour que tous les deux se produisent le même jour est égale à 0,3 × 0,8 = 0,24.
Supposons maintenant que la machine à écrire soit pourvue de 50 touches, et que le mot à taper soit « banane ». En tapant au hasard, il y a une chance sur 50 que la première lettre tapée soit b ; de même, il y a une chance sur 50 que la deuxième lettre tapée soit a, et ainsi de suite. Ces événements sont indépendants, et ainsi la probabilité que les six lettres du mot « banane » soient tapées est de (1/50)6. Pour la même raison, il y a à nouveau une chance sur 506 que les six lettres suivantes soient celles du mot « banane », et ainsi de suite.
La probabilité de ne pas taper « banane » dans un de ces blocs consécutifs de 6 lettres est de {\displaystyle 1-\left({\frac {1}{50}}\right)^{6}}. Comme chaque bloc est tapé indépendamment, la probabilité {\displaystyle P_{n}} qu'il n'y ait pas « banane » parmi les n premiers blocs de 6 lettres est {\displaystyle P_{n}=\left(1-\left({\frac {1}{50}}\right)^{6}\right)^{n}}.
Quand n devient très grand, {\displaystyle P_{n}} se rapproche de 0 (c'est une suite géométrique). Pour un entier n égal à un million, {\displaystyle P_{n}} est égal à 0,9999, pour un n égal à 10 milliards, {\displaystyle P_{n}} vaut 0,53 et pour un n égal à 100 milliards, il vaut 0,0017. La probabilité {\displaystyle P_{n}} tend vers zéro quand n devient infini.
Ainsi, la probabilité que le singe n'ait pas tapé « banane » après {\displaystyle 6n} frappes est toujours plus petite que {\displaystyle P_{n}} ({\displaystyle P_{n}} est la probabilité que le singe n'ait pas tapé « banane » dans un des blocs consécutifs de 6 lettres ; si par exemple le singe commence en tapant « abanane », il a effectivement tapé « banane », mais il n'a pas tapé « banane » dans un des blocs qu'on a considérés). Comme {\displaystyle P_{n}} tend vers 0, en passant à la limite, on trouve :
La probabilité que le singe ne tape jamais « banane » vaut 0.
C'est dire que, presque sûrement, le singe tape le mot « banane » à un moment. (On peut même dire qu'il tape le mot « banane » dans un de nos blocs de 6 caractères.)
L'argument précédent reste valable pour toute chaîne de caractères finie, et pour toute taille de clavier.
Pourquoi dire « presque sûrement » alors que l'événement est de probabilité égale à 1 ? Comment un événement possible peut-il être de probabilité nulle ? Il y a une subtilité due au fait que l'ensemble des résultats possibles (ici l'ensemble de toutes les chaînes de caractères infinies) est infini. Ainsi par exemple, l'événement « le singe ne tape que des "a" » fait partie des événements possibles, mais est de probabilité nulle, tout comme l'événement « le singe ne tape jamais le mot "banane" », comme on vient de le voir.

### Généralisation et formalisation
On représente le texte que le singe tape au hasard par une suite de variables aléatoires indépendantes et identiquement distribuées {\displaystyle (X_{n})_{n\geq 1}} et les caractères disponibles sur le clavier sous la forme d'un ensemble fini 
{\displaystyle \mathbb {A} =\{a,...,z,A,...,Z,...\},}
tel que
{\displaystyle \forall \alpha \in \mathbb {A} ,\forall n,~\mathbb {P} [X_{n}=\alpha ]>0.}
De plus, on suppose que le texte à taper (ici, Hamlet de Shakespeare) est de longueur m et on le représente par la suite 
{\displaystyle (\alpha _{1},...,\alpha _{m})\subset \mathbb {A} ^{m}.}
On note 
{\displaystyle E_{k}:=\{X_{k}=\alpha _{1},...,X_{k+m-1}=\alpha _{m}\}\in \sigma (X_{k},...,X_{k+m-1})}
l'événement lors duquel le singe tape entièrement le texte désiré en commençant au k-ième caractère tapé (en d'autres termes, la première lettre de Hamlet est le k-ième caractère tapé par le singe), où 
{\displaystyle \sigma (X_{k},...,X_{k+m-1})}
est la tribu engendrée par 
{\displaystyle \{X_{i}~|~k\leq i\leq k+m-1\}.}
L'idée est d'appliquer la loi du zéro-un de Borel. Pour cela, on considère la suite 
{\displaystyle (E_{(n-1)m+1})_{n\geq 1}=(E_{1},E_{m+1},E_{2m+1},...).}

On vérifie les conditions pour appliquer la loi du zéro-un de Borel :
- Indépendance :

{\displaystyle E_{(n-1)m+1}\in \sigma (X_{(n-1)m+1},...,X_{nm}),E_{nm+1}\in \sigma (X_{nm+1},...,X_{(n+1)m})}
sont indépendants par l'hypothèse iid.
- On a

{\displaystyle \sum \limits _{n\geq 1}\mathbb {P} [E_{(n-1)m+1}]=\infty .}
En effet, {\displaystyle \mathbb {A} } est fini, donc
{\displaystyle \exists \delta >0,\forall \alpha \in \mathbb {A} ,~\mathbb {P} [X_{1}=\alpha ]>\delta .}
De plus,
{\displaystyle \forall n\geq 1,~\mathbb {P} [E_{(n-1)m+1}]=\mathbb {P} [\bigcap \limits _{j=1}^{m}\{X_{(n-1)m+j}=\alpha _{j}\}]=\prod _{j=1}^{m}\mathbb {P} [X_{1}=\alpha _{j}]\geq \delta ^{m}}
par l'hypothèse iid. On obtient donc 
{\displaystyle \sum \limits _{n\geq 1}\mathbb {P} [E_{(n-1)m+1}]\geq \sum \limits _{n\geq 1}\delta ^{m}=\infty .}
Ainsi, par la loi du zéro-un de Borel, on a 
{\displaystyle \mathbb {P} [\limsup \limits _{n\to \infty }E_{(n-1)m+1}]=1.}
En d'autres termes, l'événement "le singe tape Hamlet en commençant au (n-1)m +1-ième caractère tapé, pour une infinité d'indices n" se réalise presque sûrement, c'est-à-dire qu'il tapera presque sûrement une infinité de fois Hamlet.

## En pratique
Sans tenir compte de la ponctuation, ni des espaces, ni de la casse, un singe a une chance sur 26 de dactylographier correctement la première lettre du mot Hamlet. Il a une chance sur 676 (26 fois 26) de dactylographier les deux premières lettres. Puisque la probabilité diminue exponentiellement, pour 20 lettres elle ne sera seulement que d’une chance sur 2620 = 19 928 148 895 209 409 152 340 197 376, à peu de chose près égale à la probabilité d'acheter consécutivement 4 billets de loterie et de gagner le gros lot à chaque fois. Dans le cas du texte entier de Hamlet, les probabilités sont tellement négligeables qu’elles sont difficilement représentables pour un humain. Le texte de Hamlet, même dépouillé de toute ponctuation, contient bien plus de 132 680 lettres. On peut estimer la probabilité pour un singe tapant au hasard d'obtenir le texte de Hamlet à environ 1/(5×10267000) ; c'est un nombre commençant par 0, suivi d'une virgule et de 267 000 zéros environ avant le premier chiffre différent de zéro.
À de telles échelles, on préfère par commodité travailler avec des probabilités mesurées en dB (décibel ou décibans permettant de mieux situer les ordres de grandeur. Le choix d'un signe parmi 32 représente 5 bits, soit -15 dB (-5 × 10 log10(5)). Celui d'une suite de 10 caractères -150 dB (en théorie de la fiabilité, des -80 dB sont courants, et un petit ouvrage de 200 000 caractères... 3 millions de décibans !).
Gian-Carlo Rota écrivit dans un manuel de probabilité (inachevé lorsqu’il mourut) :
« Si le singe pouvait taper sur son clavier une touche par nanoseconde, alors la durée d'attente pour que le singe dactylographie complètement Hamlet serait si longue que l’âge estimé de l’univers paraîtrait insignifiant par comparaison… et ce n'est pas une bonne méthode pour écrire les pièces de théâtre. »
En physique, la force de l'« argument des singes » ne se situe pas dans la probabilité pour que les singes produisent éventuellement quelque chose d’intelligible, mais d'une part dans la réalité pratique qu'ils ne le feront jamais, et surtout dans le fait que s'ils en écrivaient une partie, on ne pourrait l'identifier comme telle qu'en la connaissant déjà. N'importe quel processus physique moins probable que la réussite de tels singes, est, dans le cours d'une vie humaine, et même relativement à l'âge de l'univers, impossible ; c'est là une base statistique liée au second principe de la thermodynamique.
Cet argument est parfois utilisé comme objection contre l'abiogenèse. La réponse est que la vie n'a pas à sortir toute armée de l'univers comme Minerve de la tête de Jupiter, mais que la vie — contrairement aux œuvres littéraires en général — a émergé par un processus d'évolution. Il faut donc connaître la taille des plus petites molécules autoreproductrices (prions, ARN…) et calculer leur probabilité d'apparition compte tenu des autres facteurs : volume et concentration de la présumée soupe primitive, surface de travail (a priori toutes les planètes de tous les systèmes de toutes les galaxies de tout cet univers), nombre et fréquence des tirages multipliés par le temps. Une fois la séquence amorcée, le mécanisme de sélection naturelle assure sa complexité progressive aussi longtemps qu'existent des ressources en énergie. Néanmoins le tirage initial est en effet proche d'un problème du singe dactylographe pour un texte relativement court. Concernant sa possible rareté malgré la taille de l'univers, voir Paradoxe de Fermi.

## Le mythe du singe savant
Dans son livre de 1931 The Mysterious Universe, James Jeans attribue la création de ce paradoxe à Thomas Henry Huxley. Cette affirmation est fausse.

## Littérature et culture populaire

### Romans et nouvelles
Dans les Voyages de Gulliver (1721), Jonathan Swift anticipe l’idée principale du théorème, dépeignant un professeur de la grande académie de Lagado qui essaye de créer une liste complète de toutes les connaissances scientifiques en faisant générer en permanence par ses étudiants des chaînes de lettres aléatoires en tournant des manivelles sur un mécanisme (partie trois, chapitre cinq).
Un thème semblable est traité dans La Bibliothèque de Babel de Jorge Luis Borges, dans laquelle se trouve un nombre illimité de volumes remplis de chaînes de caractères aléatoires. Toutes les grandes œuvres de la littérature sont présentes par construction dans l'immense bibliothèque, ainsi que la biographie complète de celui qui y errerait à la recherche de son avenir ; mais de telles œuvres sont dépassées en nombre par des travaux médiocres, à leur tour écrasés par une masse énorme de livres dont le contenu n'a pas le moindre sens. Il reprend également cette idée dans L'immortel (du recueil L'Aleph), en supposant qu'Homère ait été immortel et donc sans mérite car « aussitôt accordé un délai infini, avec des circonstances et des changements infinis, l'impossible aurait été de ne pas composer, au moins une fois, l'Odyssée ».
Dans le Pendule de Foucault, Umberto Eco fait dire à l'éditeur Belbo que si sa secrétaire, Mlle Gudrun, devait ranger comme elle peut les feuillets épars sur le sol, il en sortirait peut-être des sens nouveaux. Casaubon répond : « Vous mettez simplement Gudrun à la place du singe qui tape pour l'éternité sur sa machine à écrire » (chapitre 65, paragraphe 7).
Asimov utilise ce paradoxe dans sa nouvelle le Doigt du singe, avec cependant un seul singe dont un ordinateur filtre la production.
Dans une courte histoire humoristique de R. A. Lafferty intitulée Been a Long, Long Time (soit « ça fait bien longtemps »), un ange est puni et doit corriger tous les textes produits par une armée de singes jusqu’au jour, situé dans un futur immensément reculé, après que des trillions d’univers soient morts, où ils auront réussi à fournir une copie parfaite des travaux de Shakespeare. Lafferty remarque au passage que bien longtemps avant, les singes seront devenus assez intelligents pour pouvoir réécrire le texte sans avoir besoin du hasard.
Stanislas Lem dans La Cybériade, montre son demi-héros Clapaucius dupant un brigand en lui offrant "tout le savoir de l'univers" : un démon enfermé dans un tonneau, écrit sur une bande de papier toutes les informations que lui révèle le mouvement brownien de l'air. Le brigand se croit omniscient, avant d'être submergé par le flot d'informations incohérentes.

### Informatique et Internet
Richard Dawkins a pour sa part imaginé le portable de Babel, un ordinateur portable dont les 4 mégaoctets de mémoire seraient remplis aléatoirement. [réf. souhaitée] Là encore, tous les noyaux de Windows comme de Linux, passés, présents ou futurs (jusqu'à 4 Mo du moins) seraient quelque part.
En 2000, le comité de normalisation de standard pour Internet IETF, à l’occasion d’une RFC du premier avril (en), a proposé « une suite de protocoles pour une infinité de singes (Infinite Monkey Protocol Suite, IMPS) », pour diriger par Internet une ferme contenant une infinité de singes ; il s'agit de la RFC 2795.
Dans la page personnelle (blog) de l'auteur et acteur Wil Wheaton, figure le slogan « 50 000 singes devant 50 000 machines à écrire ne peuvent pas se tromper ». Ce mot d’esprit a remporté un prix de Blog award en 2002 dans la catégorie « meilleur sous-titre de Weblog ».
Robert Wilensky remarqua une fois avec amusement que « nous avons tous entendu dire qu’un million de singes frappant sur un million de machines à écrire reproduiront tôt ou tard les travaux entiers de Shakespeare. Maintenant, grâce à l’internet, nous savons que ce n'est pas vrai ».
En 2014 l'artiste Jonathan Basile met en ligne le site : https://libraryofbabel.info, site qui met en forme la nouvelle de Borges et ainsi le paradoxe du singe savant.
Autres exemples :
- Dans le webcomic Atomic Robo and the Shadow From Beyond Time, deux ingénieurs imaginent un "décalculateur" qui écrit tous les programmes possibles, à la manière des singes, avant d'éliminer tous les programmes incorrects.
- Les chèvres, une bande dessinée sur internet illustrée par Jonathan Rosenberg (en), raconte une histoire appelée « les machines à écrire infinies »(Archive.org • Wikiwix • Archive.is • Google • Que faire ?) où plusieurs personnages sont déplacés accidentellement dans une autre dimension. Ils constatent que cette dimension est peuplée par des singes avec des machines à écrire, censés dactylographier les manuscrits appartenant à de multiples autres dimensions.
- La Désencyclopédie, parodie de Wikipédia, prétend sur sa page d'accueil être entièrement écrite par des singes savants.

### Films et télévision
- L'Histoire sans fin de Michael Ende : le héros Bastien Balthasar Bux se retrouve dans la ville des anciens empereurs, où des fous jouent au jeu des probabilités. Le singe Argax lui explique le fonctionnement : quantité de dés dont chaque face est recouverte d'une lettre jonchent le sol. Les fous, encouragés par Argax, les disposent au hasard devant eux car ils ont perdu la parole. Le singe explique que parfois certains mots apparaissent, et que si l'on continue à jouer cent ans, mille ans, un poème doit apparaître de temps en temps. Et que si on y joue éternellement, toutes les histoires possibles doivent sortir, y compris celle-là.
- Les Simpson : dans l'épisode Grève à la centrale, Charles Montgomery Burns a dans sa propre chambre 1 000 singes devant des machines à écrire, dont un est châtié pour avoir fait une faute sur un mot de la première phrase du livre Le Conte de deux cités (A Tale of Two Cities) « It was the best of times, it was the blurst of times. », au lieu de « It was the best of times, it was the worst of times » (ce qui signifie « c’était le meilleur des temps, c'était le pire des temps ») ; remarquons que la version française (de France) de l'épisode propose une variante sur la base de la célèbre phrase de Hamlet : « Être ou ne pas être, telle est la question », devenant, sous la plume du singe : « Être ou ne pas être, telle est l'équation ».
- Les Griffin (Family Guy) : un groupe de singes est montré en train de travailler sur un vers de Roméo et Juliette de Shakespeare dans une scène intermédiaire.
- Le Guide du voyageur galactique : Ford Prefect et Arthur Dent, sous l’influence du trajet de l’infinie improbabilité, sont pris en embuscade par un nombre infini de singes qui leur demandent un avis sur leur manuscrit de Hamlet.
- Dans le 7e épisode de The Lone Gunmen : Au cœur du complot (La Planète des Frohikes), des singes tapent sur des machines à écrire et Simon écrit le texte de Shakespeare dicté.
- "The Hamlet Factory" Une mini-série mettant en scène un nombre infini de singes qui essayent écrire "Hamlet".

Le comédien Bob Newhart avait un rôle dans une comédie, de technicien de laboratoire chargé de la surveillance d’une expérimentation sur un « très grand nombre de singes » et dans ce rôle il découvrit que l’un des singes avait dactylographié « être, ou ne pas être ; c'est la gezortenblatt ». En allemand « gezortenblatt » pourrait signifier « une question de braillement ».

### Théâtre
Le théorème est aussi à la base d’une pièce en un seul acte de David Ives intitulée « Words, Words, Words » (« Mots, Mots, Mots »), qui apparaît dans sa collection All in the Timing. Dans cette pièce, trois singes appelés Milton, Swift, et Kafka ont été confinés dans une cage par un scientifique jusqu’à ce qu’ils écrivent Hamlet.
Dans la pièce Rosencrantz & Guildenstern are Dead de Tom Stoppard, un personnage dit « si un million de singes… » mais ne continue pas sa phrase et change de sujet. Il s’agit certainement d’une allusion humoristique, puisque les personnages sont censés jouer dans Hamlet.

### Bande dessinée
Dans la bande dessinée Dilbert, Dogbert indique à Dilbert que son poème prendrait « trois singes et dix minutes » (sachant qu'il faut selon Dogbert 1000 singes et un temps infini pour écrire toutes les œuvres de Shakespeare).
Dans l'une des histoires qui composent le recueil Courts Métrages, Milo Manara montre un humain et un extraterrestre naufragés sur une planète où une presse folle imprime des milliards de livres, chacun étant une variante de beaucoup d'autres. L'extraterrestre en trouve un qui raconte leur histoire : en le suivant à la lettre, ils devraient pouvoir repartir ! L'humain incrédule cède et suit les instructions. Or, si le livre finit bien, ses multiples coquilles (ce n'est pas le livre parfait) leur réservent des surprises.

## Singes de laboratoire
Il s’agit d’une expérience de pensée qui, clairement, ne peut pas être effectuée dans la réalité, puisqu'elle demanderait un temps infini ou une infinité de singes. Néanmoins, elle a inspiré de nombreux travaux dans la génération aléatoire finie de textes.
Le site « le simulateur de singe shakespearien », commencé le 1er juillet 2003, contient une appliquette qui simule une grande population de singes dactylographiant aléatoirement, dans l'intention de voir combien de temps il faut à ces singes virtuels pour produire une pièce complète de Shakespeare du début jusqu'à la fin. Le 3 janvier 2005, le programme a obtenu 24 lettres consécutives, quatre mots ont été enregistrés (« RUMOUR. Open your ears; 9r"5j5&?OWTY Z0d "B-nEoF.vjSqj[...» de Henry VI, part 2). À cause des limitations de capacité de traitement, le programme emploie un modèle probabiliste (en employant un générateur de nombres aléatoires) au lieu de réellement produire aléatoirement du texte et de le comparer à Shakespeare. Quand le simulateur « détecte une coïncidence » (c'est-à-dire, quand le générateur de nombres aléatoires produit une certaine valeur), le simulateur réagit à la coïncidence en produisant du texte assorti.
En 2003, des scientifiques de l’université de Plymouth, auraient effectué une expérience avec des singes au zoo de Paignton à Devon en Angleterre : laisser pendant un mois un clavier d'ordinateur dans la clôture qui parquait six macaques à crête de Sulawesi. À la fin ils constatèrent que les singes n'avaient produit que « cinq pages »(Archive.org • Wikiwix • Archive.is • Google • Que faire ?) ne contenant que quelques lettres longuement répétées, et ils rapportèrent que les singes avaient commencé par attaquer le clavier avec une pierre, et avaient ensuite uriné et déféqué dessus (voir aussi Prix Ig Nobel).

## La levée du «paradoxe»
Une question peut à ce stade subsister dans l'esprit : peut-on réellement produire des œuvres littéraires avec ce système ? Il est clair qu'on ne fait que remplacer un problème par un autre plus grand : au lieu de composer une œuvre, il faut lire et tester des milliards de milliards de documents et arriver à déterminer lequel contient l'œuvre. La quantité d'information consommée dans le processus sera au moins aussi grande, et en ce sens ce paradoxe n'est pas dénué de similitude avec celui du démon de Maxwell, dont la physique crut quelques mois pouvoir espérer des miracles aussi.
Exprimé en termes plus simples, cela signifie que la complexité de retrouver une œuvre donnée de Shakespeare dans la Bibliothèque de Babel sera très exactement la même que celle de recopier directement cette pièce à la main, puisque d'une part l'original est nécessaire et que d'autre part il faudra tout examiner lettre par lettre : la Bibliothèque de Babel (ou le travail des singes) ne contient paradoxalement pas d'information. Ou, ce qui revient au même, c'est le contexte lié au vécu du récepteur, et lui seul, qui fait que tel « bruit » particulier devient pour lui une « information » (parce qu'il connaît la grammaire d'une langue, possède un vocabulaire et dispose d'un vécu lui permettant de conférer du sens à une suite de caractères qui en soi ne se distingue pas des autres (voir aussi Théorie d'Everett).
Paul Valéry avait exprimé une réserve similaire dans L'homme et la coquille (Variété III) : « le chiffre qui sort à la loterie ne peut avoir de sens pour moi, ne se distingue de tous les autres, que si je possède un billet qui le porte. »
Stanislas Lem joue dans La Voix du Maître avec l'idée d'un signal baignant tout l'univers et porteur de sens pour une civilisation évoluée ou même un univers ultérieur (et pouvant aussi venir d'un univers antérieur disparu), mais qui ne serait lui aussi que bruit sans signification pour des observateurs de niveau de conscience ou de connaissances encore insuffisants.
Dans sa nouvelle Ubiquité, le héros de Dino Buzzati possède un grimoire qui renferme une formule magique. Mais cette formule faite de mots incohérents, est noyée dans un océan de mots tout aussi incohérents. Quand un jour il la lit par hasard, il est bien incapable de dire de quels mots il s'agissait (de plus la formule ne fait effet qu'une fois).

## Et en mathématiques?
On pourrait imaginer de gagner du temps dans le processus en ne produisant que des phrases bien formées. Cela est difficile pour une langue naturelle, mais facile en mathématiques, dans le cadre de la logique mathématique. On envisagea donc lors des premiers développements du calcul formel sur ordinateur de fournir des axiomes et des règles de déduction à une machine, le mathématicien n'ayant plus qu'à examiner chaque jour les listings et à publier les théorèmes du jour. Il va de soi que le problème est le même à une seule chose près : toutes les formules imprimées seront cette fois correctes, c’est-à-dire bien formées et de plus vraies (et fournies avec la démonstration).
En revanche, le problème du dépouillement de papier reste inchangé. De plus, au cours d'une conférence sur les fondements des mathématiques, Jean-Yves Girard fait la remarque suivante (selon lui, la logique formelle ressemble plus à un travail de bureaucrate qu'à un travail de singe savant) :
« La question qui se pose est la suivante : est-ce que les mathématiques sont une activité formelle ? Est-ce que les mathématiques sont une activité "bureaucratique" ? Est-ce qu'on aurait pu confier le théorème de Fermat à un groupe d'énarques ? Ils y seraient arrivés en 300 ans ? Bon c'est impossible parce qu'il faut des idées. »
Autrement dit, la vraie question mathématique est de distinguer parmi les théorèmes ceux qui sont intéressants ; attendre que le hasard produise un de ceux-ci ramène à la difficulté précédente (l'explosion combinatoire), c'est pourquoi l'activité mathématique de démonstration reste créatrice. D'autre part, une machine peut fabriquer "au kilomètre" des énoncés mathématiquement tous vrais accompagnés de leur démonstration établie par ses soins. Néanmoins, dans ces millions d'énoncés, le fait d'en distinguer quelques-uns pour en faire — et d'eux seuls — des théorèmes relève d'un vécu du mathématicien, qui aura reconnu un lien possible et éventuellement fécond avec des travaux d'autres branches du savoir comme la physique, la statistique, la biologie, etc. Les théorèmes spécifiques de Thalès et de Pythagore, par exemple, étaient liés à des besoins latents concernant l'architecture ou l'établissement d'un cadastre.
- Voir aussi : Épistémologie

## Art informatique
Selon ce même principe, des formes (pseudo)aléatoires ont été utilisées pour créer de l'art abstrait. Le logiciel suit des structures types, préprogrammées. L'utilisateur humain peut pondérer ces structures en fonction de ses préférences, pour faire composer des dessins ou de la musique qui lui plaise.

## Lien avec la philosophie
Une question importante de la philosophie est : « Pourquoi y a-t-il quelque chose plutôt que rien ? » Dans la mesure où la réalisation de tous les possibles équivaut à une absence totale d'information, une boutade classique de physiciens consiste à dire qu'il se peut tout simplement que nous ne soyons que l'une des formes possibles du « rien ». C'est d'ailleurs l'un des thèmes traités par Greg Egan.
Une sorte d'antihasard existe ici : nous ne pouvons en tant qu'observateurs exister que dans un des univers particuliers susceptibles de donner naissance à des observateurs. Il s'agit du principe anthropique faible.

## Nombres-univers
On peut dans certains cas évaluer si la suite des décimales d'un nombre irrationnel possède des caractéristiques statistiques analogues à une suite de chiffres aléatoires. Lorsque tel est le cas, on peut attendre de cette suite les mêmes caractéristiques qu'un texte frappé par un singe (non) savant : en poussant son investigation assez loin dans cette suite, on peut espérer y découvrir son numéro de téléphone, sa date de naissance, notre numéro de sécurité sociale, la dernière suite gagnante des numéros du Loto et, avec une convention pour associer des lettres et signes typographiques aux couples de chiffres, son nom de famille, son adresse, et — en étant très opiniâtre — La Cigale et la Fourmi, Le Corbeau et le Renard et La Bibliothèque de Babel. Il n'est donc pas davantage possible d'utiliser le procédé pour la moindre création littéraire, sauf à la rigueur pour un exercice de style (Jean-Pierre Petit par exemple a utilisé des mots créés par combinaisons aléatoires de préfixes et suffixes dans ses bandes dessinées).

### Sources
- (en) Aucun mot pour décrire la pièce de théâtre des singes (9 mai 2003) BBC News
- (en) Preuve que la théorie des singes est fausse (9 mai 2003) CBS News
- (en) RFC 2795 — The Infinite Monkey Protocol Suite (IMPS)